# Зворотний рух планет
Зворотний рух планет (також — назадній, в астрології — «ретроградний» рух планет) — видиме переміщення планет на тлі зір у напрямі обертання небесної сфери, тобто, зі сходу на захід. Зворотний рух ненадовго замінює звичний прямий рух, коли планета пересувається на тлі зір проти напрямку обертання небесної сфери (із заходу на схід). Видимий зворотний рух є наслідком накладання руху Землі та планети їх орбітами навколо Сонця.
У верхніх планет (Марс, Юпітер, Сатурн, Уран) зворотний рух спостерігають поблизу їх протистояння із Сонцем (Земля розташована між планетою і Сонцем). Натомість у нижніх планет (Венера, Меркурій) — поблизу нижнього сполучення (планета розташована між Землею і Сонцем).

## Періодичність
| Планета  | Синодичний період (Днів) | Днів у зворотному русі | Частка |
| -------- | ------------------------ | ---------------------- | ------ |
| Меркурій | 116                      | 24                     | 21 %   |
| Венера   | 584                      | 42                     | 7 %    |
| Марс     | 780                      | 80                     | 10 %   |
| Юпітер   | 467                      | 120                    | 26 %   |
| Сатурн   | 399                      | 140                    | 35 %   |
| Уран     | 378                      | 155                    | 41 %   |
| Нептун   | 370                      | 160                    | 43 %   |
| Плутон   | 367                      | 165                    | 45 %   |

## Значення в астрології
Зворотному руху планет приділяють значну увагу астрологи, і використовують словосполучення «ретроградні планети». Зокрема, зворотний рух планет враховується при розрахунку т. зв. «натальних карт» — астрологи з'ясовують, які саме планети знаходились у момент народження людини у зворотному русі, і надають цьому відповідне тлумачення.
Оскільки планети мають різний синодичний період, для будь-якого моменту кількість планет, що перебувають у зворотному русі, буває різною. Найбільш рідкісними є моменти, коли всі 7 планет перебувають у зворотному («ретроградному») русі — лише 0,005 %. Існують статистичні дослідження щодо кількості «ретроградних» планет у «натальних» картах людей (тобто — кількості планет, що з погляду земного спостерігача перебували у зворотному русі в момент народження певної особи):
| кількість планет у зворотному русі | очікуваний відсоток | спортсмени статистична вибірка — 1390 осіб | відхилення | астрологи статистична вибірка — 930 осіб | відхилення |
| ---------------------------------- | ------------------- | ------------------------------------------ | ---------- | ---------------------------------------- | ---------- |
| 0                                  | 7,7                 | 5,7                                        | −2         | 9,3                                      | 1,6        |
| 1                                  | 18,7                | 19,5                                       | 0,8        | 20,9                                     | 2,2        |
| 2                                  | 29,2                | 30,7                                       | 1,5        | 28,5                                     | −0,7       |
| 3                                  | 26,7                | 26,3                                       | −0,4       | 21,5                                     | −5,2       |
| 4                                  | 12,7                | 13,2                                       | 0,5        | 13,3                                     | 0,6        |
| 5                                  | 4,2                 | 3,5                                        | −0,7       | 4,7                                      | 0,5        |
| 6                                  | 0,7                 | 0,5                                        | −0,2       | 1,6                                      | 0,9        |
| 7                                  | 0,005               | 0                                          | −0,005     | 0                                        | −0,005     |

## Зворотний рух планет у 2017
У 2017 році зворотний рух планет відбуватиметься в такий період:
| Планета  | Початок руху | Кінець руху |
| -------- | ------------ | ----------- |
| Меркурій | 19.12.2016   | 08.01.2017  |
| Меркурій | 10.04.2017   | 03.05.2017  |
| Меркурій | 13.08.2017   | 05.09.2017  |
| Меркурій | 03.12.2017   | 23.12.2017  |
| Венера   | 04.03.2017   | 15.04.2017  |
| Юпитер   | 06.02.2017   | 09.06.2017  |
| Сатурн   | 05.04.2017   | 25.08.2017  |
| Уран     | 03.08.2017   | 02.01.2018  |
| Нептун   | 16.06.2017   | 22.11.2017  |
| Плутон   | 20.04.2017   | 28.09.2017  |